# Bill Ayers
William Charles (Bill) Ayers (Chicago, 26 december 1944) is een Amerikaanse wetenschapper en voormalig terrorist. Hij is vooral bekend als oprichter van de Weathermen, een groep die jaren zestig en zeventig de Verenigde Staten opschrikte door bomaanslagen op publieke doelen te plegen uit protest tegen de Amerikaanse rol in de Vietnamoorlog.

## Levensloop

### Jeugd
Ayers behaalde in 1968 een Bachelor of Arts in de Amerikanistiek aan de Universiteit van Michigan. Drie jaar eerder was hij al betrokken geraakt bij de burgerrechtenbeweging. Hij was betrokken bij protesten tegen de Vietnamoorlog en de uitsluiting van Afro-Amerikanen in publieke gelegenheden. Op zijn 21e was hij directeur van een zogeheten vrije school. Binnen dit schoolsysteem kregen leerlingen geen cijfers met als samenwerking en niet competitie aan te moedigen. Ook werden leraren aangesproken bij de voornaam.

### Weathermen
De bekendheid van Ayers groeide in de jaren 1968-69 als regionaal leider van de Students for a Democratic Society. Hij leidde een groep in Detroit. In 1969 verliet een groot aantal leden de SDS. Uit de afvallige leden vormde zich de Weathermen. De naam van de groep is afgeleid van een nummer van Bob Dylan Subterranean Homesick Blue, dat de tekst "You don't need a weatherman to know which way the wind blows" bevatte.
Ayers zat achter een bomaanslag in oktober 1969 in Chicago op een standbeeld. Dit standbeeld herdacht de politieslachtoffers die vielen tijdens de Haymarket-affaire in 1886. Door deze aanslag sneuvelde honderden ruiten. In december 1969 vond een belangrijk overleg plaats waarbij de Weathermen er definitief voor kozen over te gaan tot het gebruik van geweld tegen de overheid.
Drie leden van de groep, waaronder Ayers vriendin Diana Oughton verloren in maart 1970 het leven toen een zelfgefabriceerde bom vroegtijdig explodeerde. Vanaf dat moment besloten de Weathermen ondergronds te gaan. De bomexplosie was voor veel cellen van de organisatie wel reden om alleen niet-dodelijke aanslagen te legen. Ayers nam onder andere deel bij bomaanslagen op het hoofdkwartier van het New York Police Department (1970), het Capitool (1971) en het Pentagon (1972), waarbij inderdaad geen dodelijke slachtoffers vielen. Ayers trouwde in deze periode met Bernardine Dohrn, ook actief bij de Weathermen.
De FBI gebruikte verschillende illegale technieken bij het opsporen van de Weathermen, zoals huiszoekingen en het afluisteren zonder rechterlijke toestemming, waardoor de aanklachten tegen Ayers kwamen te vervallen. Dohrn gaf zich in 1980 over bij de politie en kreeg een boete van vijftienhonderd dollar en drie jaar voorwaardelijk.

### Wetenschappelijke carrière
Na zijn terugkeer bovengronds bouwde Ayers aan een carrière in de wetenschap. Hij behaalde in 1987 een Ed. D aan de Columbia-universiteit. (Een Ed. D is een titel die alleen bestaat binnen de Engelstalige wereld. Het is een doctorsgraad voor iemand die zich richt op onderzoek dat onderwijsgerelateerd is). Hij was van 1987 tot aan zijn pensioen hoogleraar aan de Universiteit van Illinois. Bij zijn vertrek werd hem de titel van emeritus-professor onthouden. De voorzitter van de Raad van Bestuur was Christopher Kennedy, een zoon van voormalig senator en minister van Justitie Robert F. Kennedy. Ayers was in 1974 co-auteur van een boek dat onder andere werd opgedragen aan Sirhan Sirhan, de moordenaar van Kennedy.
Ayers publiceerde in 2001 het boek Fugitve Days: A Memoir, waarin hij terugkeek op zijn periode bij de Weathermen. Een interview dat Ayers gaf aan de New York Times naar aan leiding van het boek veroorzaakte veel controversie, waarin hij een uitspraak deed als "we hebben niet genoeg gedaan" en zei dat hij niet uitsloot op dezelfde manier te handelen wanneer hij het kon overdoen. In een brief aan de New York Times reageerde Ayers dat zijn woorden bewust verkeerd waren uitgelegd door de interviewer. Toen hij deze uitspraken deed verwees hij naar pogingen in het algemeen tegen de Amerikaanse deelname aan de oorlog in Vietnam, niet als de wens dat hij meer bommen zou hebben gelegd. In een interview in The New Yorker zei hij in 2008: "I wish I had done more, but it doesn't mean I wish we'd bombed more shit".

### Band met Barack Obama
Ayers verleden keerde terug als onderwerp tijdens de presidentsverkiezingen van 2008. De Democraat Barack Obama, die ook uit Chicago kwam, kende Ayers oppervlakkig. Ze zaten samen drie jaar in een bestuur van een liefdadigheidsorganisatie dat een paar keer per jaar bijeenkwam en woonden bij elkaar in de buurt. Naarmate Obama het beter deed in de Democratische voorverkiezingen werd het een thema. Tijdens een debat werd hij er door moderator George Stephanopoulos naar gevraagd. Obama antwoordde: "Dit is een man die bij mij in de buurt woont, die ik ken als een professor Engels in Chicago en waar ik verder geen officiële steunbetuiging van heb ontvangen. Hij is niet iemand met wie ik op regelmatige basis ideeën uitwissel. En het idee dat het feit dat ik iemand ken die veertig jaar geleden, toen ik acht was, verschrikkelijke dingen deed iets over mij of mijn waarden zou zeggen, is niet heel logisch, George".
Het thema bleef tijdens de campagne terugkomen. Zowel de campagne van Hillary Clinton als de campagne van de Republikeinse presidentskandidaat John McCain schoven de band tussen Ayers en Obama verschillende keren naar voren. Zo stelde de Republikeinse vicepresidentskandidaat Sarah Palin dat Obama bevriend was met terroristen. Verschillende media deden onderzoek naar de relatie tussen beide mannen, maar wisten weinig nieuws te ontdekken, waardoor de beschuldigingen niet echt aan Obama bleven kleven.

## Persoonlijk
Ayers is tot op heden getrouwd met Dohrn. Het stel kreeg samen twee kinderen.